# National Printing Agency FC
National Printing Agency Football Club w skrócie National Printing Agency FC – somalijski klub piłkarski, grający niegdyś w pierwszej lidze somalijskiej, mający siedzibę  w mieście Mogadiszu.

## Sukcesy
- I liga[1]
  - mistrzostwo (1): 1983.

- Puchar Somalii[2]
  - zwycięstwo (1): 1981.

## Występy w afrykańskich pucharach
| Sezon | Rozgrywki                 | Runda   | Kraj     | Klub                       | Dom | Wyjazd | Dwumecz |
| ----- | ------------------------- | ------- | -------- | -------------------------- | --- | ------ | ------- |
| 1982  | Puchar Zdobywców Pucharów | wstępna | Mozambik | Grupo Desportivo de Maputo | –   | –      | –       |
| 1984  | Puchar Mistrzów           | 1       | Sudan    | Al-Hilal Omdurman          | 1–0 | 1–1    | 2–1     |
| 1984  | Puchar Mistrzów           | 2       | Zambia   | Nkana Red Devils           | 2–1 | 0–3    | 2–4     |

## Stadion
Domowe mecze klub rozgrywa na stadionie o nazwie Banadir Stadium w Mogadiszu, który może pomieścić 10000 widzów.